# Clóvis Frainer
Clóvis Frainer OFMCap (ur. 23 marca 1931 w Veranópolis, zm. 6 kwietnia 2017 w Caxias do Sul) – brazylijski duchowny katolicki, biskup prałatury terytorialnej Coxim 1978-1985, arcybiskup Manaus 1985-1991 i Juiz de Fora 1991-2001.

## Życiorys
Święcenia kapłańskie otrzymał 27 marca 1958.
3 stycznia 1978 papież Paweł VI mianował go biskupem prałatury terytorialnej Coxim. 9 kwietnia tego samego roku z rąk arcybiskupa Carmine Rocco przyjął sakrę biskupią. 5 stycznia 1985 objął godność arcybiskupa Manaus, a z dniem 22 maja 2001 przeniesiony na urząd arcybiskupa Juiz de Fora. 28 listopada 2001 ze względu na wiek na ręce papieża Jana Pawła II złożył rezygnację z zajmowanej funkcji. 
Zmarł 4 kwietnia 2017.